# Lazarská (přestupní uzel)

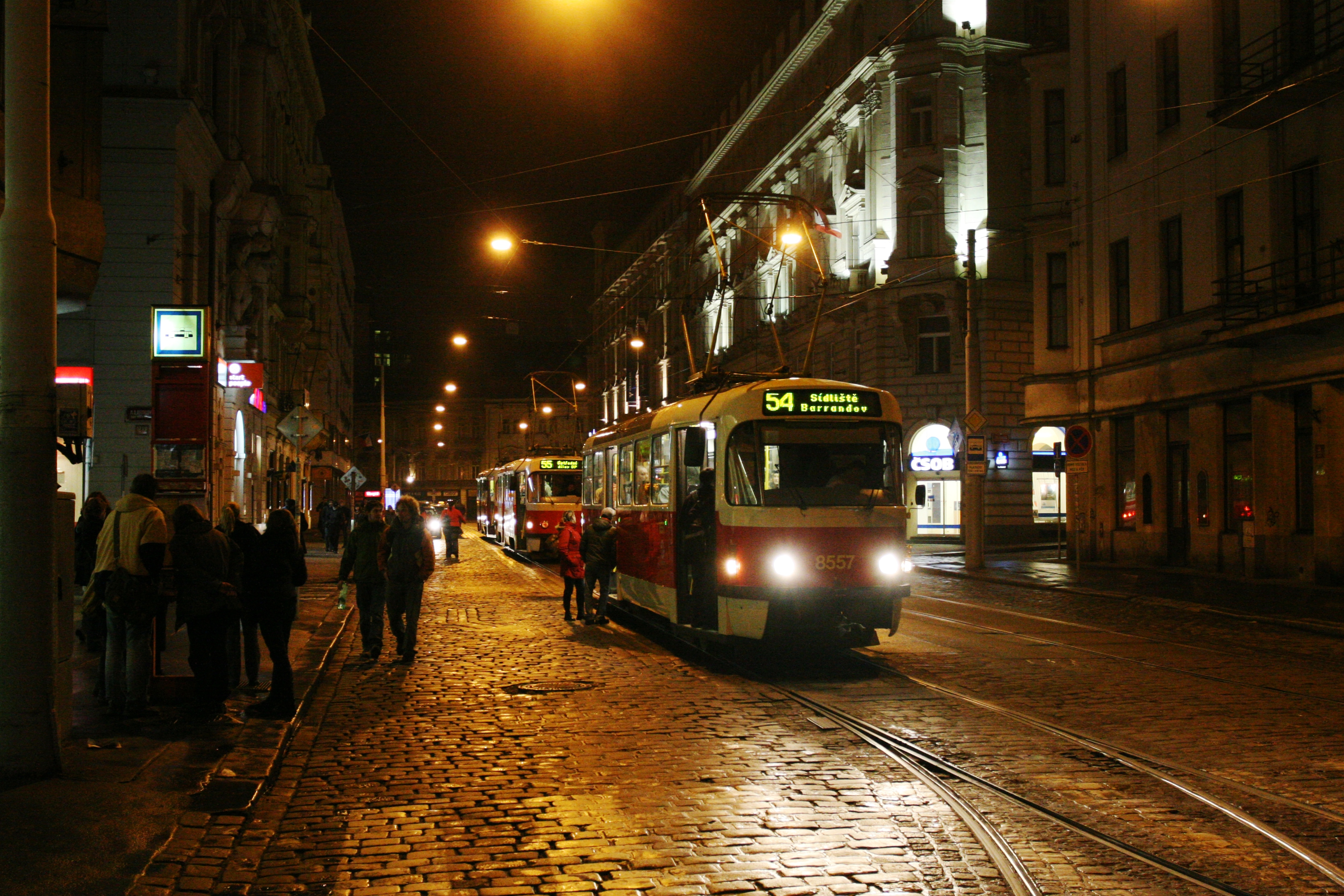
Přestup nočních tramvají v Lazarské ulici

Praha, Lazarská (krátce Lazarská) je název tramvajové zastávky u křižovatky Lazarské a Spálené ulice v Praze na Novém Městě, na hranici městských částí Praha 1 a Praha 2, nedaleko Karlova náměstí. Je centrálním přestupním uzlem pražské noční tramvajové dopravy, v nočním provozu je tak nejvýznamnějším uzlem veřejné dopravy v Praze. V noci se odtud v každou celou čtvrthodinu rozjíždějí tramvaje 9 různých linek, přičemž s půlhodinovým intervalem se rozjíždějí vždy do stejných směrů, při mezilehlých rozjezdech tytéž linky do opačných směrů. Linka 99 se překrývá s trasami linek 97 a 98 tak, že do dvou směrů jezdí některá z linek při každém rozjezdu.

## Hybernské nádraží (1942–1945)
Od 30. listopadu 1942 byl provoz denních linek zkrácen do 22:30 a byl v Praze poprvé zaveden celonoční provoz. Speciální celonoční linky byly označeny písmeny A až F, jezdily v intervalu 40 minut a měly centrální přestupní bod u Hybernského nádraží. Noční provoz byl z důvodu válečných omezení přerušen od 18. ledna 1945.

## Noční doprava bez centrálního přestupního bodu (1945–1985)
17. prosince 1945 byla noční doprava znovu zavedena, ovšem nešlo zatím o speciální noční linky, ale pouze provoz některých z denních linek byl prodloužen do doby krátce po půlnoci a některé linky jezdily nepřetržitě, i když část z nich v noci v mírně pozměněné trase.

## Centrální přestup na Lazarské

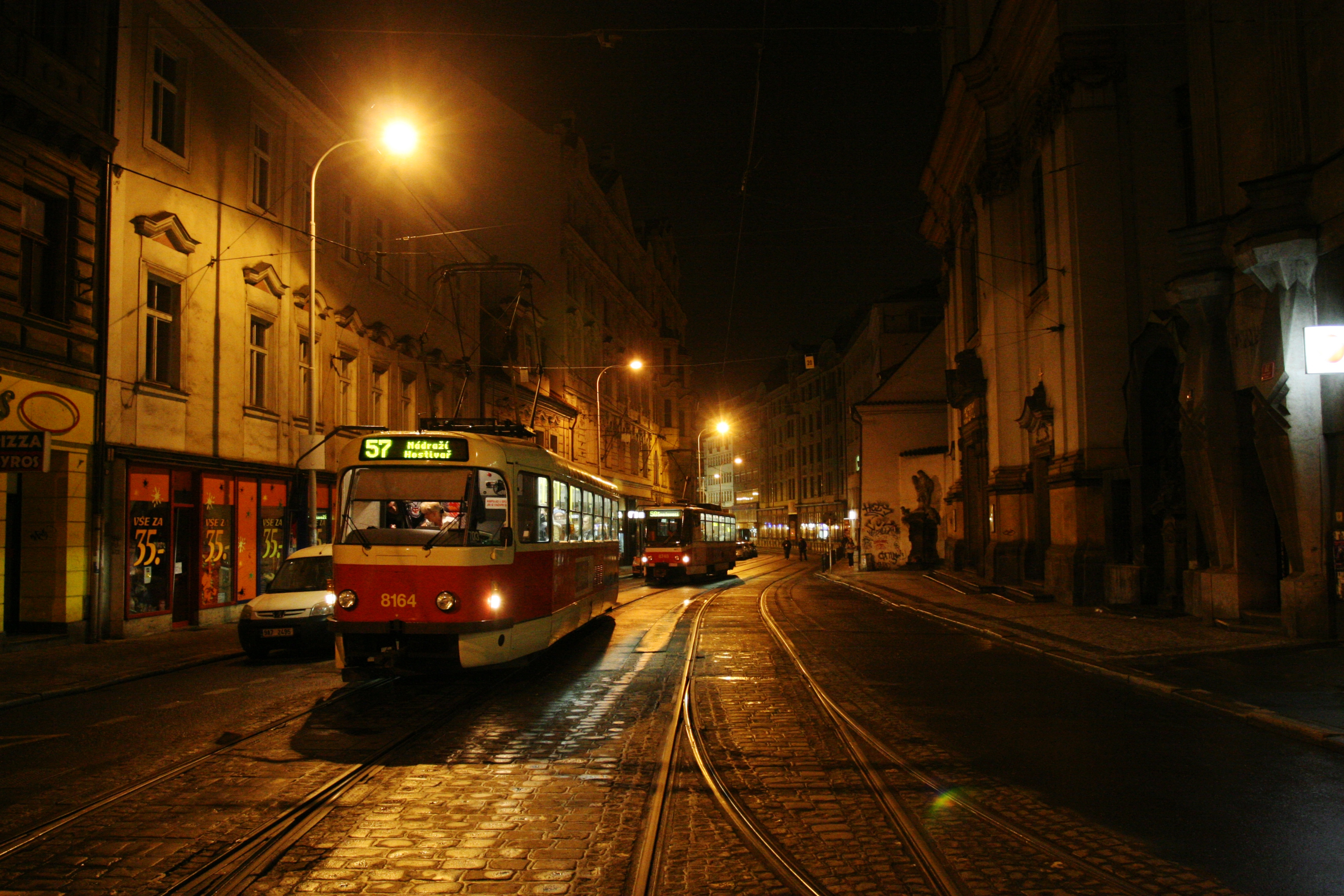
Tramvaje na zastávce ve Spálené

Od 3. listopadu 1985 došlo k zásadní reformě nočního tramvajového provozu. Noční linky (tradičně s intervalem 40 minut) byly přečíslovány do zvláštní číselné řady 51 až 58 a jejich trasy upraveny tak, aby se linky každých 20 minut setkaly v centrálním přestupním bodu na křižovatce Spálené a Lazarské ulice. Zde všechny vlaky kolem pěti minut vyčkávají a pak se společně rozjíždějí. Ve zbylé části sítě je (a bývalo i před zavedením centrálního přestupu) několik dalších míst, kde na sebe spoje dvou linek navzájem čekají.
V období od 23. listopadu 1990 do 25. března 1991 se uskutečnil další pokus o reformu noční dopravy. Provoz denních linek končil kolem 22:30 h, na ně pak navazoval do 0:30 hodin provoz 8 nočních linek v intervalu 15 minut, doplněný o speciální polonoční linky 59 a 60 a prodloužený provoz denních linek 1 a 20. V předpůlnočním provozu se na Lazarské na přestup nevyčkávalo. Ve druhé polovině noci jezdily tramvaje i nadále v intervalu 40 minut s čekacími přestupními body.
Od 1. září 2001 byl zkrácen interval nočních linek na 30 minut, zároveň byly změněny trasy některých linek i přestupní vazby. Od 2. července 2004 byla zřízena nová linka 59 (dnes 99), která posiluje linky 57 a 58 (97 a 98) ve vytížených částech jejich tras.
V centrálním přestupním bodě na Lazarské čeká nyní v pravidelném provozu všech 9 pražských nočních tramvajových linek. Pouze při některých výlukách bývají některé z linek přeloženy mimo tento uzel a zpravidla jsou přestupní vazby alespoň částečně nahrazeny v jiných místech, například u Národního divadla.

## Organizace provozu
Pár zastávek v Lazarské ulici je v provozu i pro denní linky. Pro noční provoz je však zastávka ve směru k Václavskému náměstí dopravními značkami prodloužena tak, že zasahuje i přes vyústění ulice Omladinářů. Nedávno přibyla i druhá hrana v tomto směru. Pár zastávek ve Spálené ulici je označen jako občasné zastávky – denní linky v nich nezastavují (s výjimkou období výluk trati v Lazarské a Vodičkově ulici, při nichž bývá pár zastávek ve Spálené ulici dočasně změněn na stálé zastávky). Zastávky v ulici Spálená jsou v provedení s nástupem z úrovně vozovky, bez vlastního ostrůvku či nástupiště a bez zvýšení vozovky. Zastávkami v Lazarské ulici běžně projíždějí silniční vozidla i přes noční zákaz vjezdu v době 00:00- 05:00, zastávka ve Spálené ulici směrem od Národní třídy je umístěna vedle parkovacího pruhu zóny placeného stání, některé automobily v prostoru zastávky přes zákaz parkují i v noci, což je policií obvykle tolerováno. Zastávka směrem k Národní třídě je v úseku s vyloučeným provozem automobilů a v části zasahuje chodník až k tramvajovému pásu.
V přestupním uzlu je v nočním provozu trvale přítomen služební automobil dopravního podniku s dispečerem. Dispečer poté, co všichni cestující přestoupí, dává radiostanicí pomocí SDS zprávy (datová SMS) pokyn řídícímu počítači k rozpuštění konvoje.[zdroj?] Řídící počítač sdělí do příposlechu radiostanice v tramvajích řidiči větu „odjezd z centrálního přestupního bodu Lazarská…“, dříve v analogovém režimu „odjezd z konečné nula“.[zdroj?] V minulosti, kdy bylo radiové spojení tramvají a sálu analogové, musel dispečer vozit navíc radiostanici s možností rozpuštění konvoje a příposlechu hovorů tramvají s ústřednou, protože jako první složka v DP používal digitální radiostanice.[zdroj?] Vozil tak prakticky jednu původní ruční analogovou radiostanici.[zdroj?] Pokud během výkonu služby radiostanici došel zdroj, popřípadě ji dispečer pozapomněl, tak se dávalo znamení střešním majákem k odjezdu.[zdroj?] Bylo to takové neoficiální znamení.[zdroj?]
Centrální přestupní uzel není vybaven žádnými nadstandardními informačními a navigačními prvky pro cestující nad rámec obvyklého vybavení označníků zastávek. V tramvajích bývá hlášení zastávky doplněno o údaj „centrální přestupní zastávka“.
V blízké Myslíkově ulici stával po dobu nočního provozu záložní vůz, který byl připraven operativně nahradit případný vynechaný spoj některé z linek. Z důvodu úspor byla tato operativní záloha v roce 2005 zrušena. Nyní je, pouze ve směru od Jiráskova náměstí, v této zastávce možný přestup na noční autobusové linky 904 a 910.
První rozjezd se uskutečňuje denně v 0:15 hodin, poslední ve 4:45 hodin. Pravidelný příjezd je u všech spojů 3–7 minut před pravidelným odjezdem. V celou hodinu a v celou půlhodinu odjíždí linka 91 směr Staré Strašnice, 92 směr Sídliště Modřany, 93 směr Vozovna Pankrác, 94 směr Lehovec, 95 směr Vozovna Kobylisy, 96 směr Sídliště Petřiny, 97 směr Bílá Hora, 98 směr Sídliště Řepy, 99 směr Zahradní Město. Ve čtvrt a ve tři čtvrtě odjíždějí linka 91 směr Divoká Šárka, 92 směr Lehovec, 93 směr Sídliště Ďáblice, 94 směr Sídliště Barrandov, 95 směr Ústřední dílny DP, 96 směr Spořilov, 97 směr Nádraží Hostivař, 98 směr Spojovací, 99 směr Sídliště Řepy. Linky 91, 92, 94, 95 a 96 vyčkávají v zastávkách v Lazarské ulici, linky 93, 97, 98 a 99 ve Spálené ulici, přičemž linka 98 zastavuje také v Lazarské ulici.